# Vinberg
Vinberg es un pueblo en la provincia de Halland, Suecia. El pueblo tiene una población de 654 (2020) y un área de 0.59 km².

## Personajes
- Magnus Svensson, futbolista
- Magnus Svensson, jugadores de floorball